# Kostel svatého Bartoloměje (Radostín nad Oslavou)
Římskokatolický farní kostel svatého Bartoloměje je sakrální stavba v Radostíně nad Oslavou. Jedná se o farní kostel radostínské farnosti, který je chráněn jako kulturní památka České republiky.

## Historie
Již v roce 1365 je v Radostíně připomínán opevněný kostel a plebánie. Gotickou podobu si areál udržel až do 18. století. V letech 1769-1771 proběhla barokní přestavba, která dala kostelu de facto již současnou podobu. Původní kostnice, stojící v ohradní zdi za presbytářem kostela, byla v 19. století upravena na kapli, a v závěru 20. století, za působení radostínského faráře Bohuslava Brabce adaptována na farní knihovnu.

## Architektura
Kostel je jednolodní obdélná stavba se zúženým, pravoúhle zakončeným presbytářem. Štít kostela je převýšen malou věžičkou. Kostel stojí zhruba uprostřed hřbitova ve tvaru nepravidelného oválu. Z ohradní zdi za presbytářem vystupuje obdélná někdejší kostnice, pozdější farní knihovna. Od návsi se do areálu vstupuje průchodem ve vysoké, samostatně sloužící věži, která původně měla také fortifikační funkci a která slouží jako zvonice.